# Крык-Пшак
Крык-Пшак— поселок в городском округе город Новотроицк Оренбургской области.

## География
Находится на правом берегу ручья Киргильдысай на расстоянии примерно 9 километров по прямой на юго-восток от центра города Новотроицк.

## Климат
Климат континентальный с теплым летом, холодной зимой и недостаточным увлажнением в течение года. Среднемесячная температура наиболее холодного месяца (января) −6,4°, наиболее теплого (июля) +21,3°. Абсолютный максимум температуры составляет +42°, абсолютный минимум −44°. Продолжительность безморозного периода 132 суток. В распределении осадков в течение года отмечается два максимума (июль и декабрь), когда выпадает до 40 мм и один минимум (февраль), на который приходится около 25 мм. Основная сумма осадков выпадает в теплый период и составляет 238 мм. Высота снежного покрова от 40 см до 60 см. В течение года в среднем отмечается 140—145 дней со снежным покровом. В течение года преобладают западные направления ветра. Среднегодовая скорость ветра 3,8 м/сек. Число дней с сильным ветром (более 15 м/сек.) составляет 18 дней в год. Особенностью климата являются ежегодно повторяющиеся засухи и суховей. При этом наблюдается низкая относительная влажность и высокие температуры воздуха. Наиболее часто засухи и суховеи наблюдаются в июле и августе. В течение года наблюдается около 20 дней с туманом.

## История
Основан был как посёлок подсобного хозяйства Орского мясокомбината, вероятнее всего в 1940−41 году. Название посёлку перешло, по-видимому, от названия урочища «Крык-Пшак» — это, по видимому, видоизменённое казахское словосочетание, в дословном переводе означающее "сорок ножей".  Находился в административном подчинении города Орска, в 1987 году был присоединён к совхозу «Прогресс» (посёлок Совхоз — вероятно, пос. Крык-Пшак). В 2001 году посёлок Крык-Пшак включен в состав муниципального образования город Новотроицк.

## Население
| 2010 |
| ---- |
| 268  |

Постоянное население составляло 280 человек в 2002 году (русские 27 %, казахи 60 %).